# Giardino San Francesco di Paola

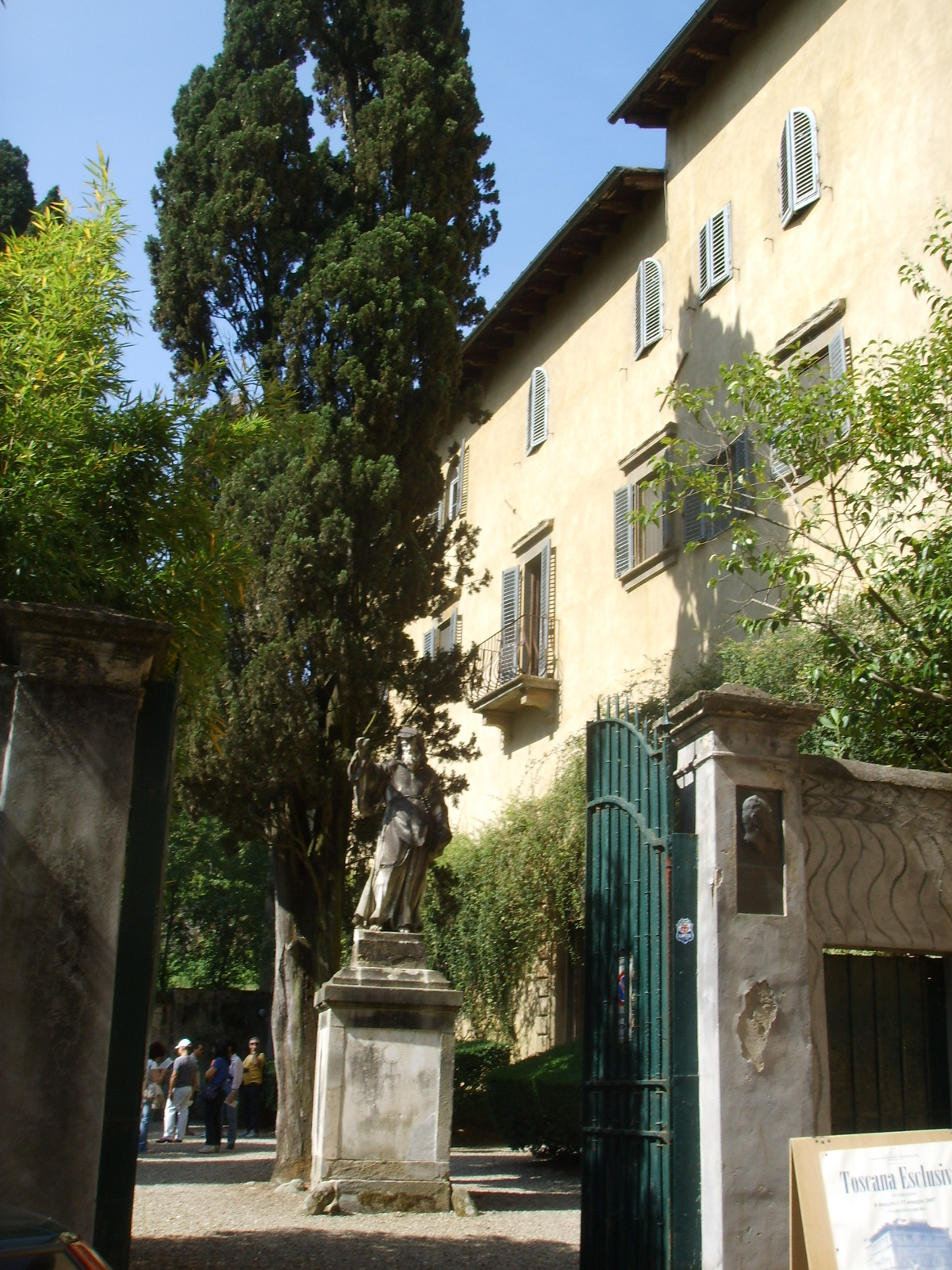
Ingresso con la statua di san Francesco di Paola

Il giardino San Francesco di Paola si trova in piazza San Francesco di Paola 3 a Firenze.
Si tratta di un terreno un tempo appartenuto al convento dell'omonima chiesa, che è adiacente. L'edificio fu trasformato in villa e gli "orti" lungo la collina di Bellosguardo divennero un ampio parco nel Settecento.

## Storia
I padri minimi di San Francesco di Paola arrivarono a Firenze nel 1583 su invito di Bianca Cappello ed ebbero i terreni su questa collina grazie ad una cospicua donazione di Alessandro di Camillo Strozzi, che comprendeva un terreno a podere, una casa padronale e una casa colonica. Il convento venne edificato su progetto di Gherardo Silvani e abbellito grazie alle cospicue donazioni di varie famiglie fiorentini: oltre agli stessi Strozzi, i Franceschi e i Tucci.
Nel 1782 la compagnia religiosa venne soppressa e le proprietà conventuali furono acquistate dalla famiglia Federighi che fece costruire l'attuale villa e il parco. In quel periodo la chiesa venne usata come cappella privata.
Passata la proprietà in seguito all'Arciconfraternita della Misericordia, la chiesa divenne sottoposta alla parrocchia di San Vito.
Nel 1874, come ricorda una targa sulla cancellata, villa e parco vennero invece acquistati dallo scultore Adolf Hildebrand, amico ed allievo di Hans von Marées con il quale divise questa abitazione fino ai primi del Novecento. La statua di san Francesco di Paola che si incontra subito dopo il cancello, probabilmente di fattura seicentesca, fu fatta spostare dallo stesso Hildebrand all'interno della proprietà dopo che era stata collocata anticamente al centro della piazza. Se da una parte i lavori di quegli anni stravolsero la struttura del complesso, dall'altra risollevarono la tenuta dallo stato di semi-abbandono pluridecennale.
Ospitò in quegli anni personalità come Heinrich Wölfflin e Konrad Fiedler.

## Descrizione
La villa è caratterizzata da un'imponente facciata con intonaco grigio, davanti alla quale prospetta un viale di cipressi, affiancati da edifici rurali, oggi ristrutturati, e probabilmente originari del primitivo impianto.
Al centro della facciata si apre un androne che immette verso la loggetta retrostante. L'androne è coperto da volta a botte ed è decorato da alcuni bassorilievi dello stesso Hildebrand. Anche la loggetta è decorata da sculture e vi si para davanti un piccolo giardino con un prato di forma squadrata circondato da due gradoni rialzati.
L'aspetto del giardino è oggi quello di parco all'inglese, con boschetti di alberi ad alto fusto intervallati da prati, dove si inerpicano tortuosi vialetti che portano a statue e altri luoghi significativi. Particolarmente pregevole è la vista che si gode dalla sommità di un colle che inquadra il centro di Firenze secondo un insolito punto di vista: rivolgendosi verso ovest permette di guardare con uno sguardo le facciate delle principali chiese fiorentine oltre a al prospetto principale di altri monumenti come palazzo Pitti, che non si possono ammirare da altri famosi belvedere, come quello di piazzale Michelangelo.
Tra le essenze coltivate si ricordano varie specie di alberi da frutta, di rose, di agrumi, di bambù, di glicine, ecc.

## Altre immagini

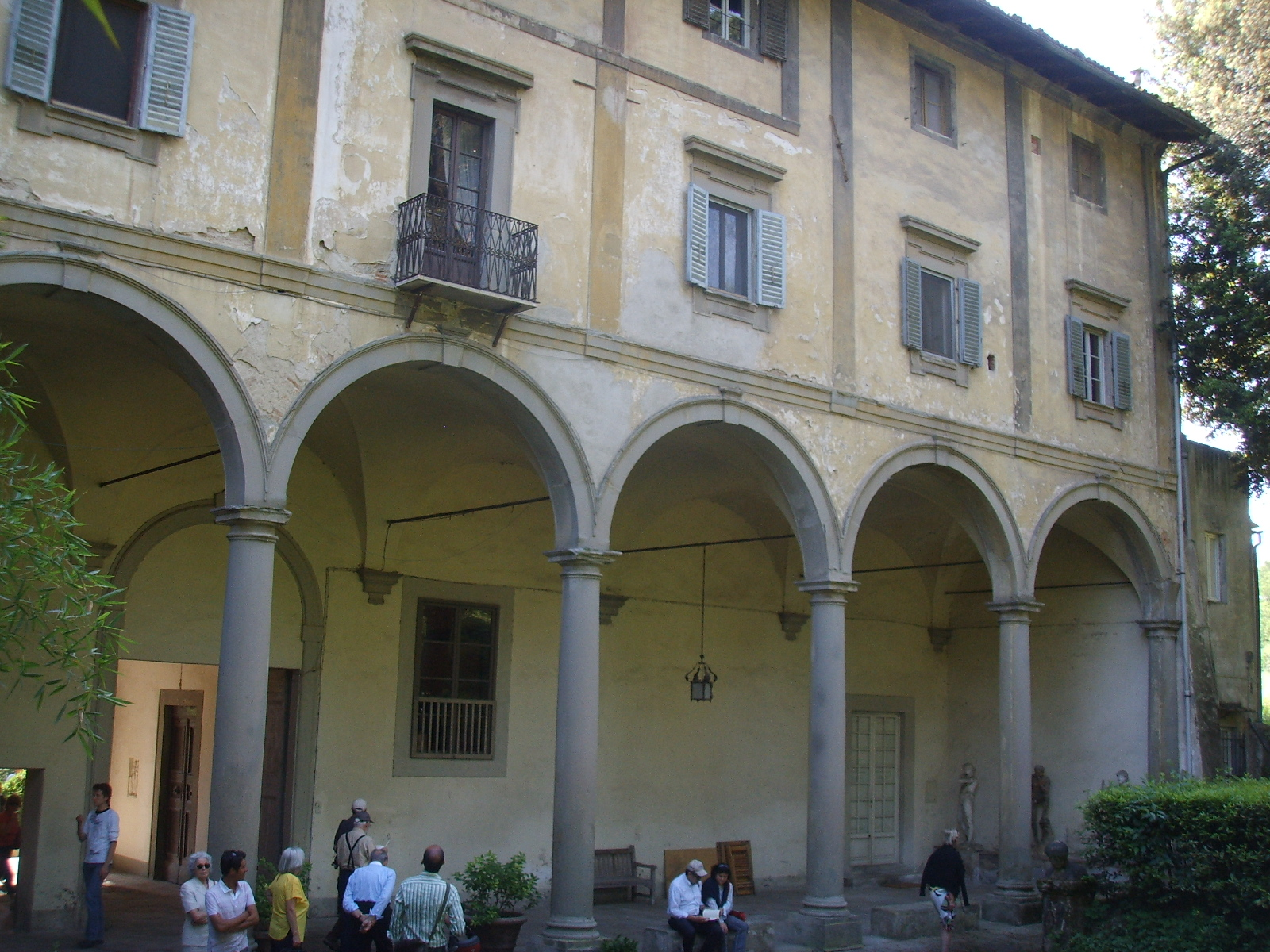
La loggia sul retro
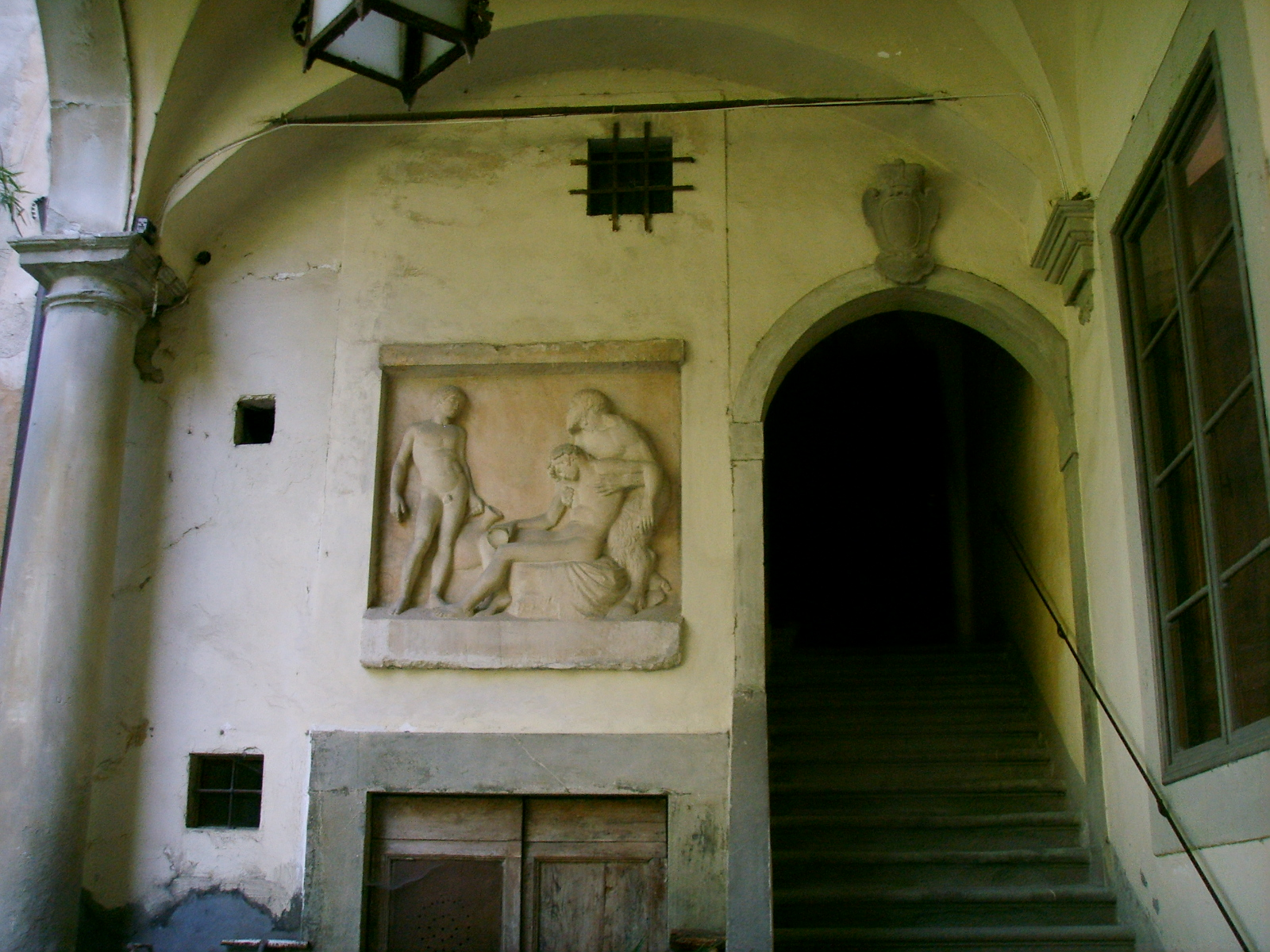
Bassorilievo sotto la loggia
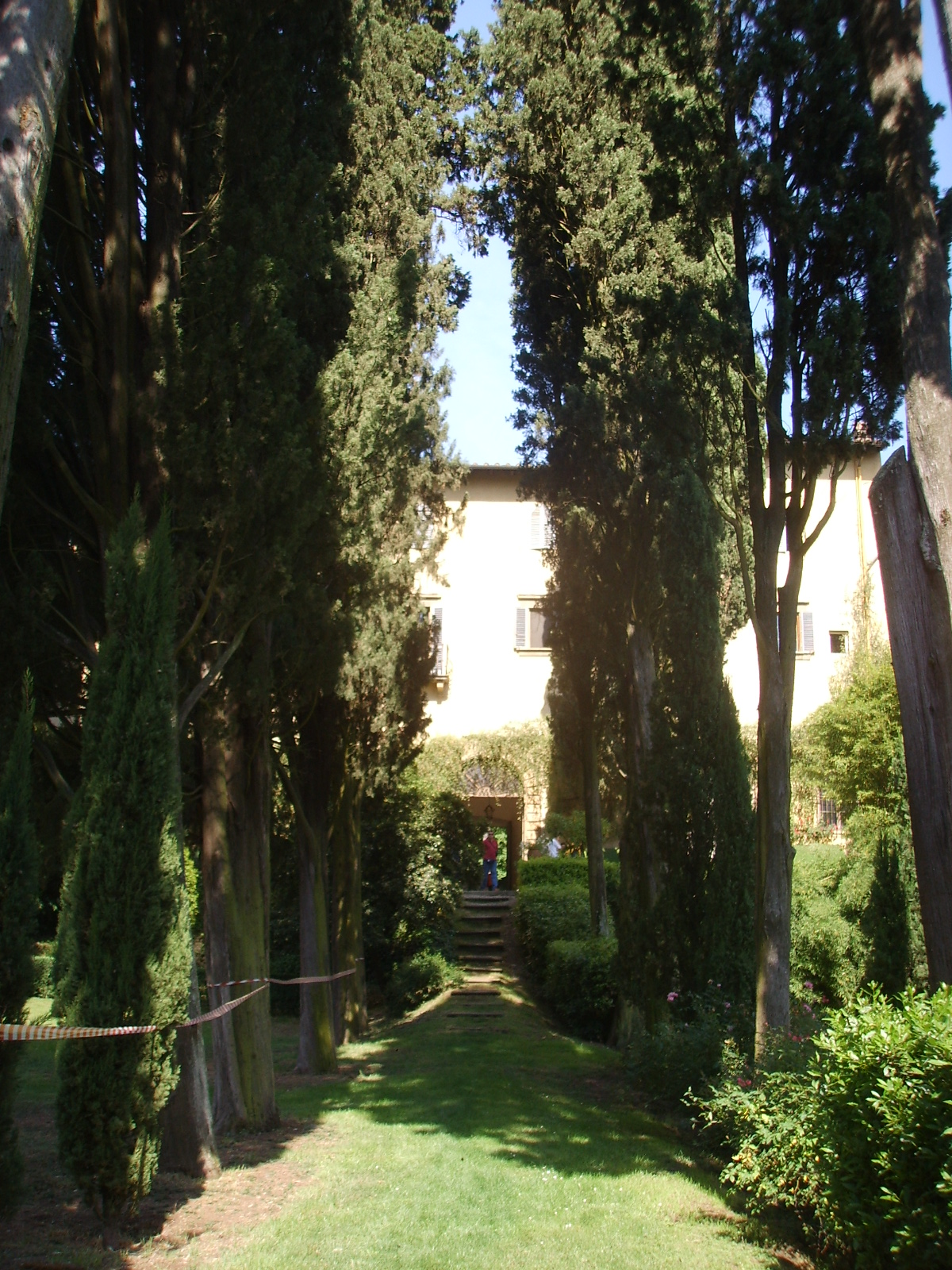
Il filare di cipressi
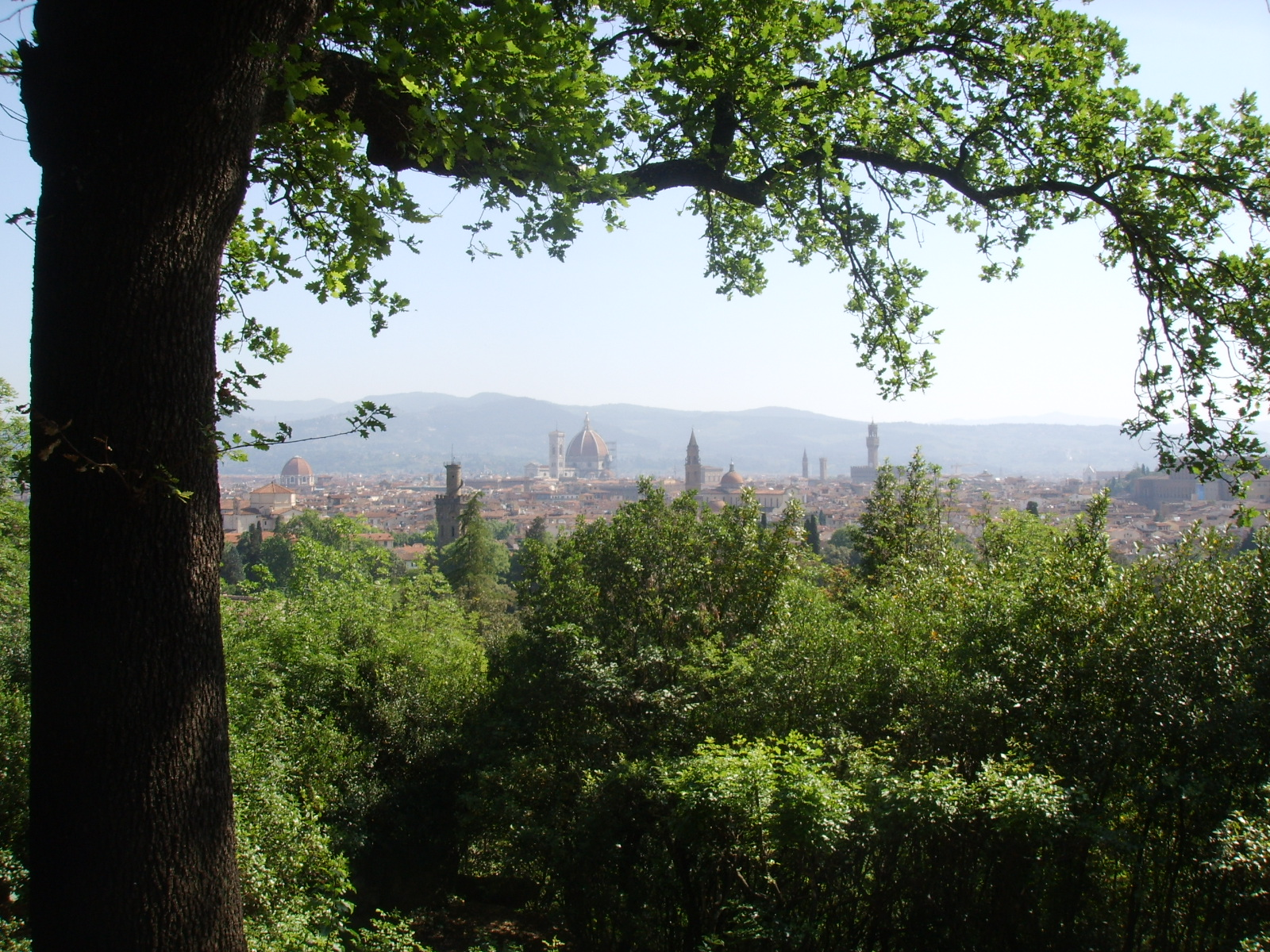
Veduta di Firenze dal belvedere